# Брагински рејон
Брагински рејон (блр. Брагінскі раён; рус. Брагинский район) административна је јединица другог нивоа на крајњем југу Гомељске области у Републици Белорусији.
Административни центар рејона је варошица Брагин.
Цео западни део рејона налази се у границама заштићеног подручја Полеске радиоактивне зоне и готово у целости је ненастањен (насталог као последица Чернобиљске катастрофе 1986).

## Географија
Брагински рејон обухвата територију површине 1.960,46 км² и на 9. је месту по површини у Гомељској области. Граничи се са Лојевски рејоном на северу и североистоку и са Хојничким рејоном на западу и северозападу. На југу и западу је Украјина (Кијевска и Черниговска област).
Рејон је доста низак и замочварен, а рељефом доминирају реке Дњепар и Брагинка.
Након нуклеарне хаварије у Чернобиљу 1986. подручје Брагинског рејона је захваћено екстремно високим степеном радијације, а преко 60% територије је контаминирано радиоактивним цезијумом-137 у дозама већим од 5 Ku/км². Због тога је око 12.500 људи расељено из овог подручја у периоду између 1986. и 1997. а велики број насеља је напуштен.

## Историја
Рејон је основан 1. септембра 1924. као део Речичког округа. У састав Гомељског округа је укључен у јуну 1927, а део садашње Гомељске области је од 1954. године.
Крајем децембра 1962. рејону је прикључена и варошица Камарин и 8 сеоских општина расформираног Камаринског рејона.

## Демографија
Према резултатима пописа из 2009. на том подручју стално је било насељено 14.211 становника или у просеку 7,27 ст/км². Број становника рејона је у константном опадању из године у годину.
Основу популације чине Белоруси (91,84%), Руси (4,3%), Украјинци (3,07%) и остали (0,79%).
У административном смислу рејон је подељен на подручје две варошице — Брагин, која је уједно и административни центар рејона и Камарин, те на 6 сеоских општина. На целој територији рејона пре 1986. постојало је укупно 136 насељених места.